# Інгерешть
Інгерешть, Інгерешті (рум. Ingărești) — село у повіті Нямц в Румунії. Входить до складу комуни Урекень.
Село розташоване на відстані 306 км на північ від Бухареста, 30 км на північний схід від П'ятра-Нямца, 79 км на захід від Ясс.

## Населення
За даними перепису населення 2002 року у селі проживали 954 особи, з них 953 особи (99,9%) румунів. Рідною мовою 953 особи (99,9%) назвали румунську.